# 密室推理
密室推理（英語：Locked room mystery，或稱密室殺人）是推理小說常見的一種類型。狹義的密室，往往是指發生在密閉空間（房間）內的命案，也就是說乍看之下，兇手或凶器彷彿蒸發一樣，未留下任何進出此空間的痕跡或證據。

## 歷史
一般公認最早的推理小說，也就是愛倫·坡的《莫爾格街兇殺案》（The Murders in the Rue Morgue），同時也是推理史上最早的密室殺人案件。自愛倫·坡之後，密室推理這種「不可能的犯罪」，便成為推理小說的大宗，也開始從最初的原型，發展出各種變形。
廣義的密室不必侷限於密閉的空間，例如，死者在雪地或泥地上等开放性地带，但屍體旁除了死者自己的腳印外，卻沒有任何其他痕跡；或者房间的各个出口都被人监视，器物在房间中消失了。

## 密室講義
美國的推理作家約翰·狄克森·卡爾是公認的密室大師，他在自己的密室名作「三口棺材」（The Three Coffins，1935 年出版，英國版書名為 The Hollow Man）中，於第十七章藉菲爾博士之口發表了一篇密室講義，可視為一篇總結「不可能犯罪」手法的精闢論文：
1. 利用秘密通道，或類似的東西 秘密通道以外的方法：
2. 兇手不曾進入密室
  1. 被害人意外身亡被表現為殺人事件
  2. 從外部追擊死者至密室，後被害人在密室內重傷而死
  3. 透過密室內的機關殺死被害人
  4. 看起來像他殺的自殺
  5. 將室外的犯行偽裝成密室內的犯行
  6. 讓被害人在發現的當下看起來死了，再秘密殺死被害人
3. 最終將現場的門從內側反鎖，構成密閉空間
  1. 在鎖上的鑰匙動手腳
  2. 拆下鉸鍊
  3. 在鎖的螺絲動手腳
  4. 利用機關放下門閂
  5. 將偷藏的鑰匙，在發現被害人時，透過破窗等方式，將鑰匙放回已反鎖的門內側

## 密室推理名作
- 愛倫·坡：《莫爾格街兇殺案》
- 約翰·狄克森·卡爾：《三口棺材》《犹大之窗》《連續自殺事件》《歪曲的樞紐》
- 加斯東·勒鲁：《黃色房間之謎》
- 阿嘉莎·克莉絲蒂：《羅傑．艾克洛命案》《謀殺在雲端》
- G. K. 卻斯特頓：布朗神父系列的《阿波羅巨眼》《新月館的傳奇》《隱形人》《狗的神諭》
- 橫溝正史：《本陣殺人事件》
- 島田莊司：《斜屋犯罪》、《被詛咒的木乃伊》
- 東野圭吾：《放學後》
- 麻耶雄嵩：《有翼之暗》《夏与冬的奏鸣曲》
- 京极夏彦：《络新妇之理》
- 貴志祐介：《上鎖的房間》
- 乙一：《寻找血液（短篇）》
- 舞城王太郎：《世界以密室为本》《烟、土或食物》
- 清凉院流水：《comic世纪末侦探神话·流》《Joker旧约侦探神话·清》《Joker旧约侦探神话·凉》《comic世纪末侦探神话·水》
- 歌野晶午：《密室殺人遊戲》
- 三津田信三：《如凶鸟忌讳之物》《如首无作祟之物》
- 柄刀一：《密室王國》
- 大山诚一郎：《密室收藏家》
- 鸭崎暖炉：《密室黄金时代的杀人事件》《密室狂乱时代的孤岛事件》

## 現實中的密室殺人
- 伊西多尔·芬克谋杀案
- 莱蒂蒂亚·图鲁克斯谋杀案
- 加雷斯·威廉姆斯謀殺案
- 许国利杀妻案